# Iphiaulax nataliensis
Iphiaulax nataliensis är en stekelart som beskrevs av Szepligeti 1901. Iphiaulax nataliensis ingår i släktet Iphiaulax och familjen bracksteklar.

## Underarter
Arten delas in i följande underarter:
- I. n. holcobraconoides
- I. n. inacceptus